# Lophostoma brasiliense
El murciélago de orejas redondas pigmeo (Lophostoma brasiliense) es una especie de murciélago de la familia Phyllostomidae.

## Distribución geográfica
Se encuentra en América Central, el norte de Sudamérica y la isla Trinidad.

## Importancia sanitaria
Esta especie es considerada como vector biológico de la rabia.